# 玉蕈离褶伞
玉蕈离褶伞（学名：Lyophyllum shimeji），又名占地菇、本占地菇、本菇、九月菇，为口蘑科离褶伞属的蕈类，日文称本占地、大黒占地，分布於日本以及中国大陆的云南等地，仅分布於东亚。该物种的模式产地为日本。

## 特征
菌体高2－8厘米，开始为馒头半球形或斗笠形，成熟後展开变平为菌盖，菌盖直径2－12.5厘米，不黏且平滑，中部稍突起或凹陷，颜色为灰褐色或淡灰色，上有白色斑纹，盖缘平滑内卷。菌柄長3－8厘米，直径一般为1.2－2.5厘米，最粗可达3.2厘米，白色，实心，下部酒坛或腰鼓状膨大。肉质緻密，白色肥厚，美味。孢子直径4－6微米，无色，光滑球形。子实层内及其他部位无囊状体。玉蕈离褶伞为外生菌根真菌，秋季9月－11月初生於阔叶林中，子实体生长在林地上，单生或群生。
玉蕈离褶伞在日本一般生於枹栎（Quercus serrata）和赤松林中，在中国首次发现是於云南景谷的染木树（Saprosma ternatum）和梨树林的腐烂枝叶中。
从菌株的研究可得知，菌丝生長温度为5－32℃，最適温度为25－26℃。子实体发育温度为15℃左右。

## 食用
日本有一句著名的俗语，称“松茸芳香，占地美味”（香り松茸、味占地），这表明玉蕈离褶伞的味道十分鲜美，味道鲜美胜过松茸，是稀少且高級的食用菌，在日本清汤（すまし汁）、蘑菇饭（キノコご飯）、奶油炖菜中都有使用，烤食尤其味美，被日本人认为是食用菌的珍品。占地的鲜味来自其富含鲜味物质单磷酸鸟苷、谷氨酸和天冬氨酸。天然的玉蕈离褶伞非常珍贵，如在2007年1千克的价钱可高达10000－20000日元，是松茸价格的数倍。

## 名称误用
在日语中，玉蕈离褶伞与真姬菇（Hypsizigus tessellatus，异名Hypsizygus marmoreus）均被称为“占地”（シメジ），这造成了名称上的混淆。

## 人工栽培

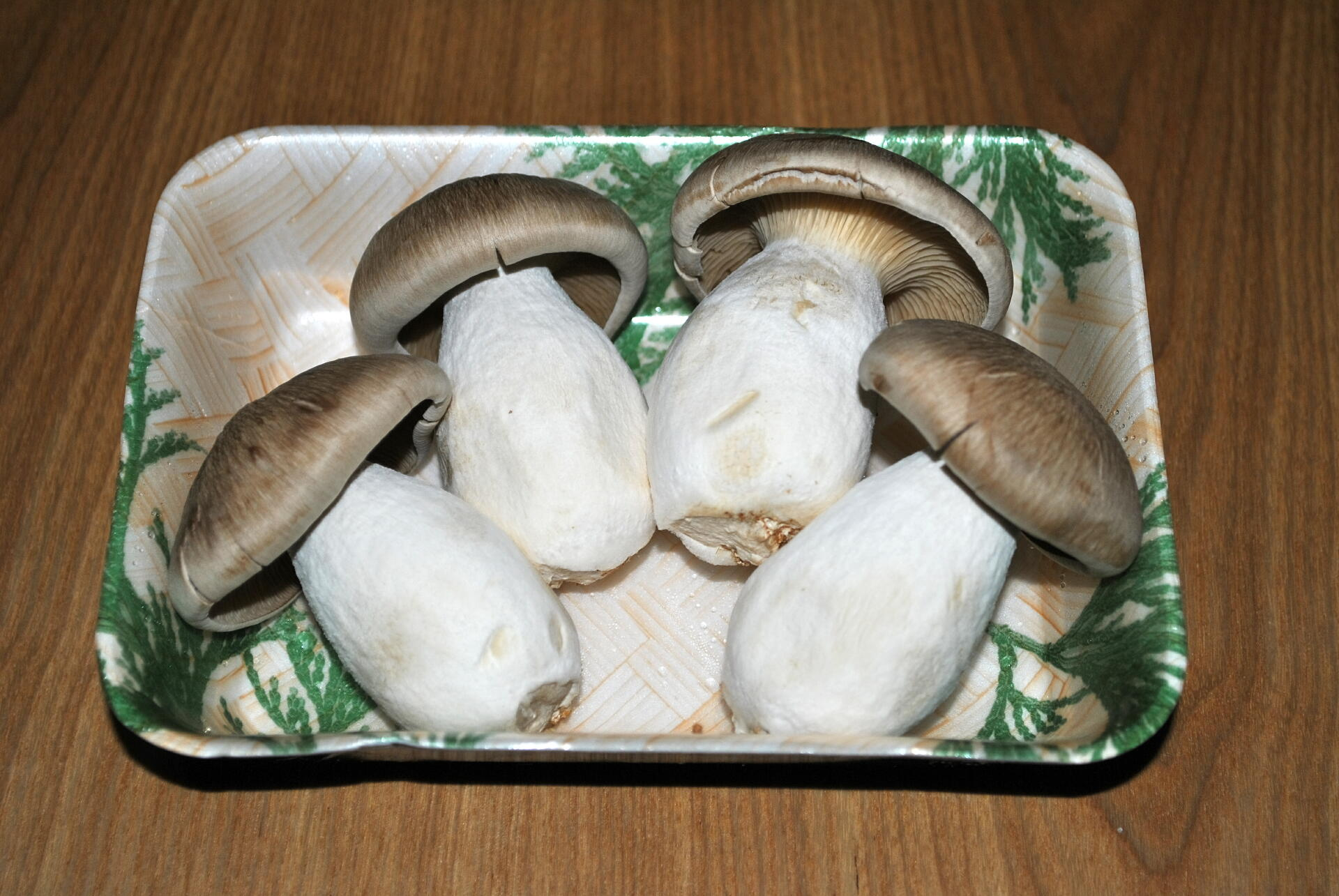
人工栽培商品（大黒本しめじ）

### 菌床栽培
玉蕈离褶伞是一种不易栽培且稀有的菌根真菌，但仍可利用菌床进行人工栽培。1999年寶生物工程株式會社（TaKaRa Bio）发现在特殊情况下一部分菌根真菌的菌株在特殊情况下会分解淀粉，之後用大麦等穀物作为主要成分，成功利用菌絲瓶法人工栽培玉蕈离褶伞。菌丝生长需要足够的氧和铁。单糖也可用作除淀粉外的碳源。最适生長pH为5.4左右。

### 林地栽培
玉蕈离褶伞需要树龄15－25年的枹栎和赤松林，环境为小乔木和草地，落葉需清除。为获得更高的生长率，可将菌丝定植在未生长玉蕈离褶伞的苗木上，子实体成熟後菌根就可固定。

### 盆钵栽培
剥开赤松树皮，然後用泥炭藓（Sphagnum）包裹使其长出菌根，然後将菌丝块移植入花盆中使子实体发育。